# Техникум по обществено хранене
Техникумът по обществено хранене е вид средно професионално училище с 4-годишен срок на обучение, съществувал в България до началото на 21 век.
Специалностите, по които се придобива квалификация, са:
- „Технология на храната“;
- „Организатор в общественото хранене“;
- „Технология на производството и обслужването в общественото хранене“;
- „Готвач“, „Сладкар“, „Готвач-сервитьор“, „Сервитьор“, „Сервитьор-барман“,[1]
- „Продавач-консултант“,
- „Мениджмънт в хотелиерството“,
- „Технология и мениджмънт на производството и обслужването в заведенията за хранене“.

## Училища
Някои техникуми за обществено хранене:
- Техникум по обществено хранене - Русе[1]
- Техникум по обществено хранене Проф. Асен Златаров - Кърджали; към 2022 г., Професионална гимназия по туризъм[2]